# Digitivalva minima
Digitivalva minima là một loài bướm đêm thuộc họ Acrolepiidae. Loài này có ở châu Phi.